# Megaloprepus
Megaloprepus is een geslacht van libellen (Odonata) uit de familie van de reuzenjuffers (Pseudostigmatidae).

## Soorten
Megaloprepus omvat 1 soort:
- Megaloprepus caerulatus (Drury, 1782)